# Chapelle Saint-Quenin de Vaison-la-Romaine
La chapelle Saint-Quenin est une chapelle romane située à Vaison-la-Romaine dans le département français de Vaucluse en région Provence-Alpes-Côte d'Azur.
Située à environ 350 mètres au nord de la cathédrale Notre-Dame-de-Nazareth de Vaison-la-Romaine, cette chapelle du XIIe siècle est nommée d'après saint Quenin, patron de la ville.
« L'originalité de la chapelle Saint-Quenin réside dans son abside triangulaire et sa magnifique ornementation inspirée par l'art romain, dont Vaison est l'un des centres les plus prestigieux ».

## Historique
La chapelle est dédiée à Quenin (Quinidius, Quinis), moine à l'abbaye de Lérins puis évêque de Vaison au VIe siècle et patron de la ville, devenu saint Quenin par la grâce du pape Innocent III en 1205,,,,.
Avant les recherches archéologiques in situ de l'abbé Joseph Sautel, la forme triangulaire du chevet avait donné naissance à toute une série d'hypothèses quant à l'origine de la chapelle. Parmi les plus répandues, il y avait celles d'un ancien temple consacré à Diane, d'une construction romaine christianisée ou d'un sanctuaire carolingien. 
Cette chapelle a été édifiée dans la seconde moitié du XIIe siècle sur un site occupé durant l'époque romaine par une nécropole,,. La nef fut reconstruite entre 1630 et 1636, grâce à l'évêque, Monseigneur de Suarès.

Le chevet triangulaire aujourd'hui et vers 1910
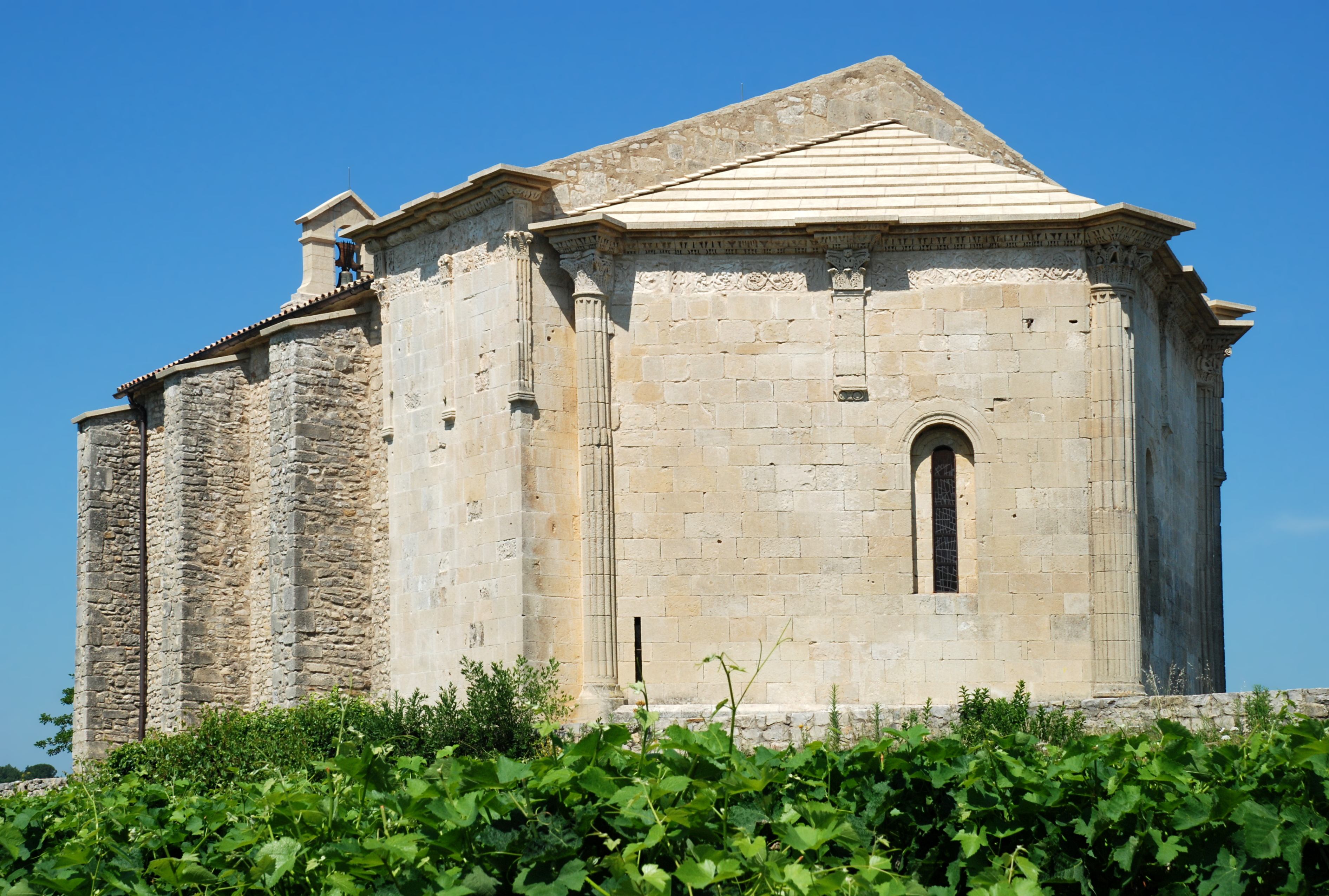
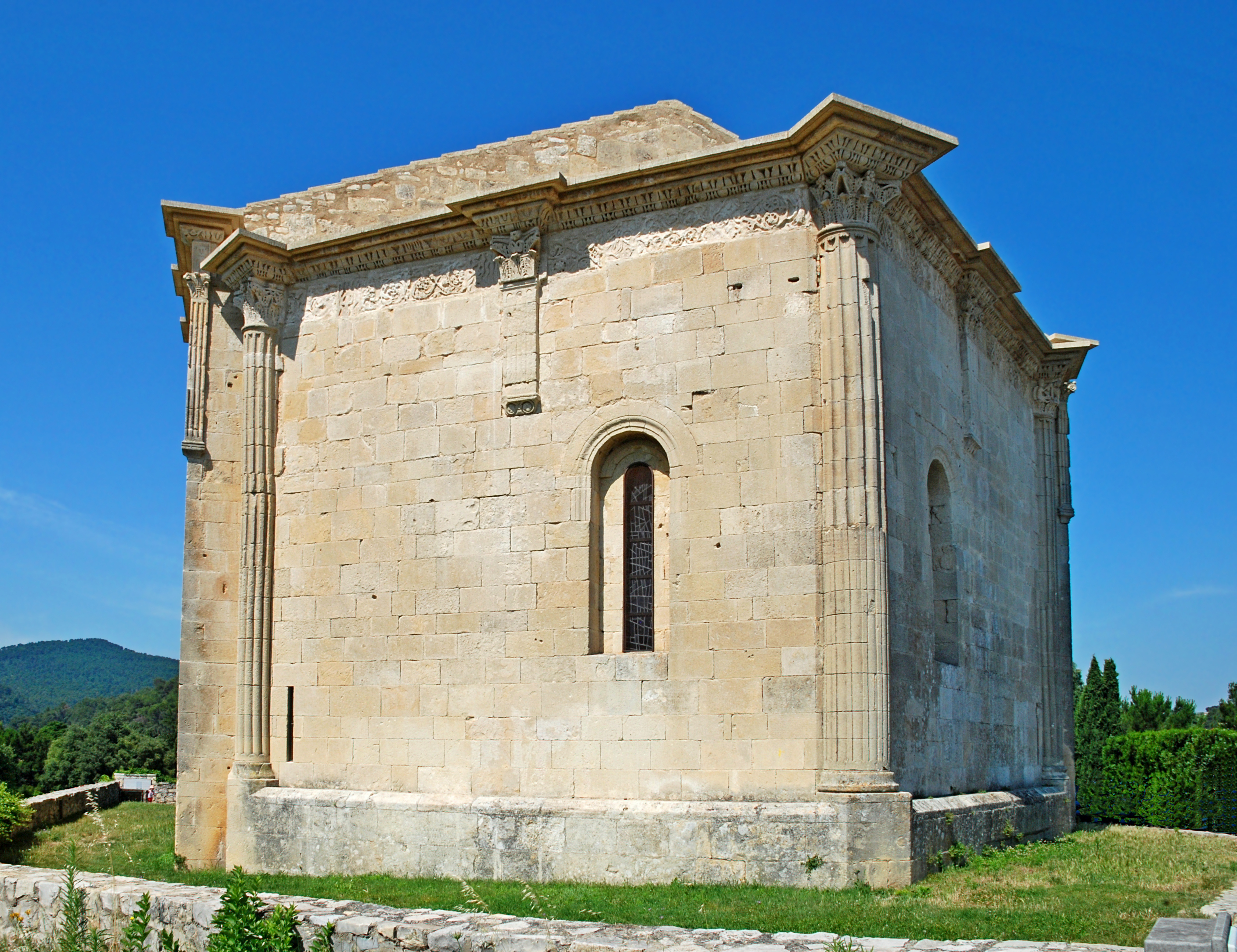
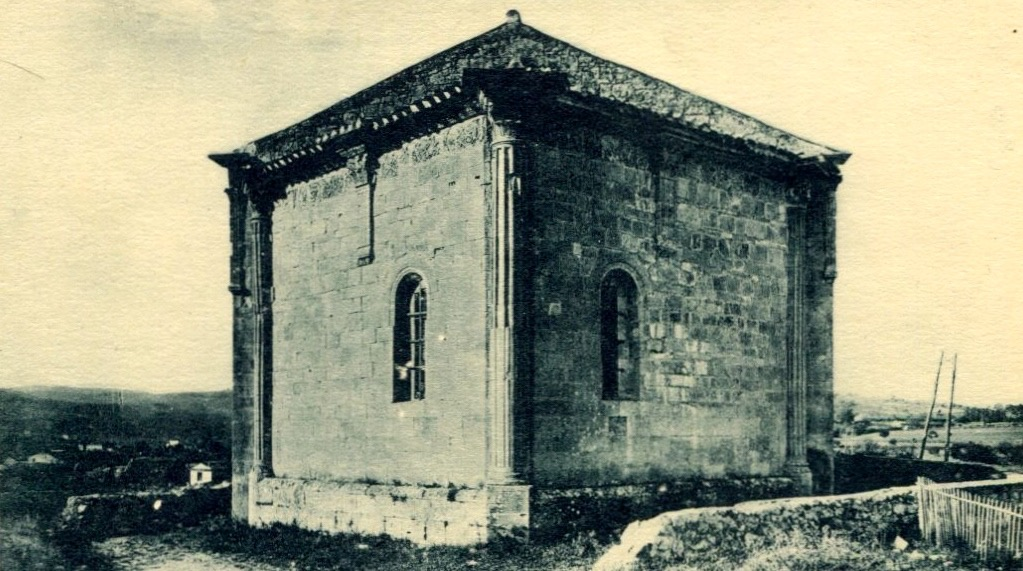

## Statut patrimonial
La chapelle Saint-Quenin fit partie de la première liste de monuments historiques français, la liste des monuments historiques protégés en 1840,,, qui comptait 1034 monuments.
« Prosper Mérimée, écrivain mais aussi inspecteur général des Monuments Historiques, l'avait remarquée et bien décrite dans ses Notes d'un voyage dans le midi de la France au point de la faire inscrire » sur cette liste.

## Architecture
La décoration du chevet triangulaire et de la travée de chœur est inspirée de l'antique (entablement à l'antique, colonnes cannelées, pilastres cannelés, chapiteaux à feuilles d'acanthe, frise de rinceaux, frises d'oves), la nef étant plus tardive, plus étroite et sans décorations,.

### Le chevet triangulaire
Chacune des deux faces du chevet triangulaire est ornée aux angles de grandes colonnes cannelées et en son milieu d'un pilastre cannelé.
Colonnes et pilastres sont surmontés de magnifiques chapiteaux à feuilles d'acanthe qui supportent un impressionnant entablement à l'antique avec frise sous corniche.
Les trois bandeaux de l'architrave sont constitués d'un décor à l'antique fait de perles et pirouettes et la frise elle-même, constituée de petits panneaux décorés de figures géométriques.
Sur les pilastres, la frise s'orne de tableaux décorés de personnages aux diverses postures, homme au faucon, homme tenant un bâton, un autre appuyé sur une crosse, etc.

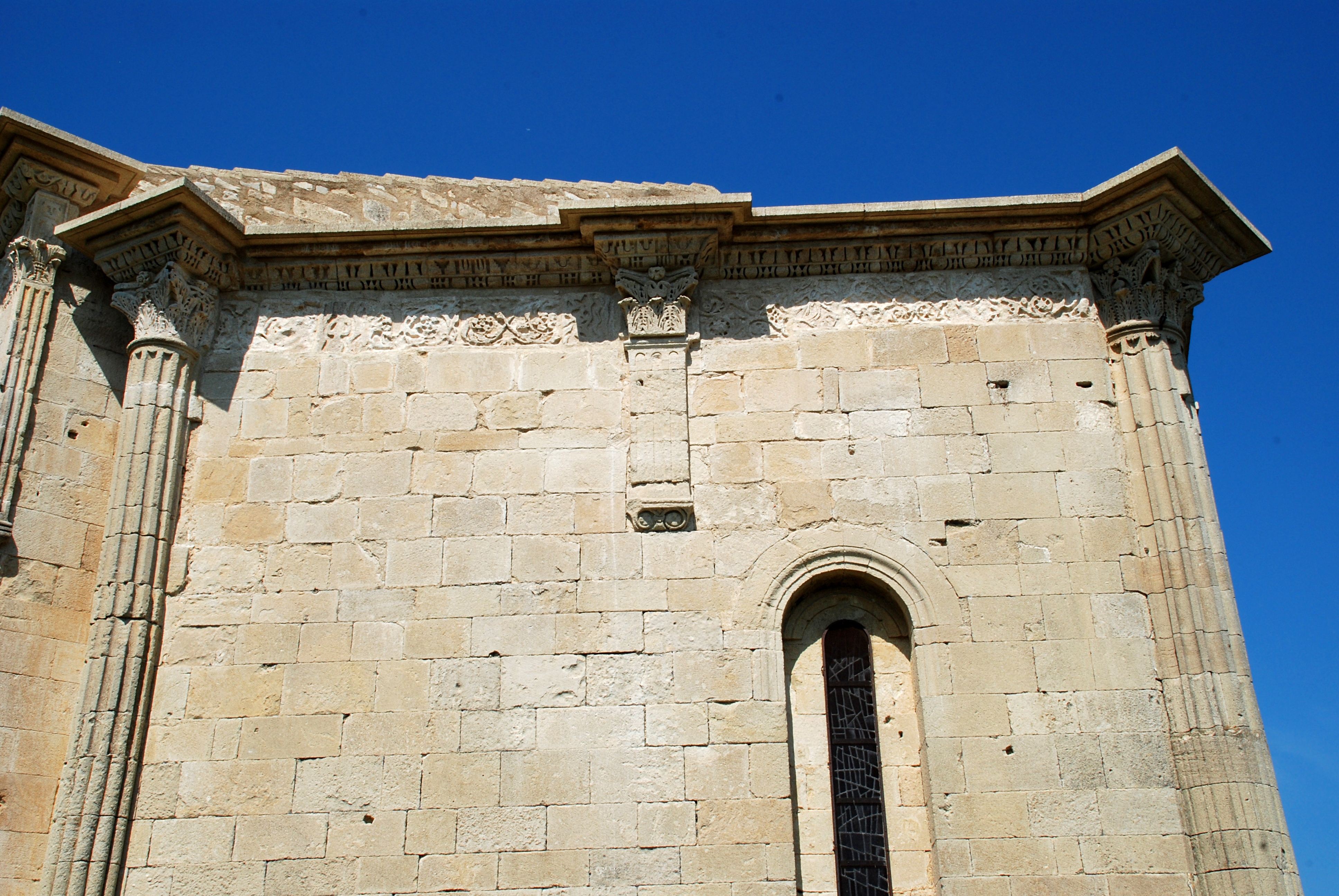
L'entablement à l'antique.
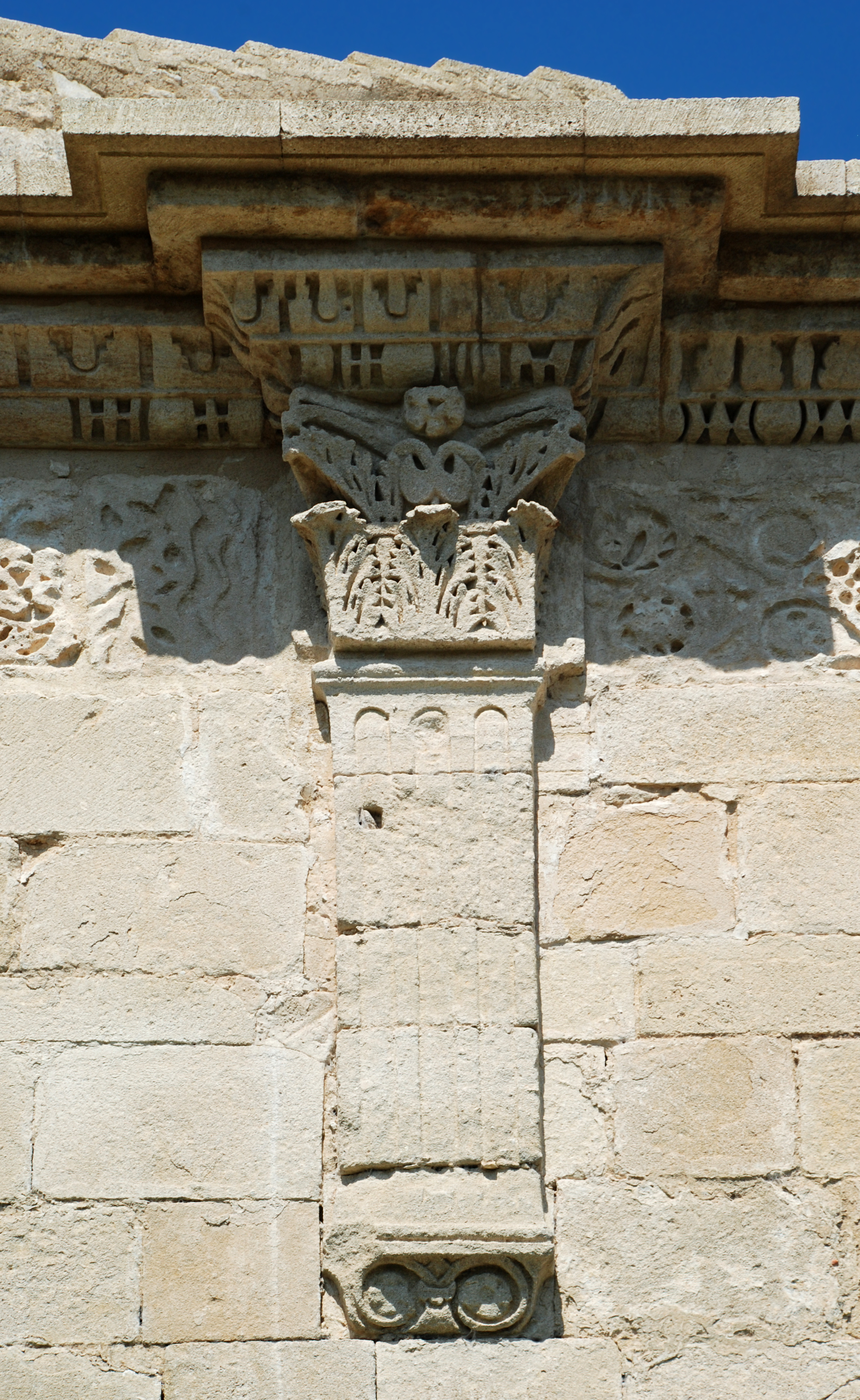
Pilastre du chevet.
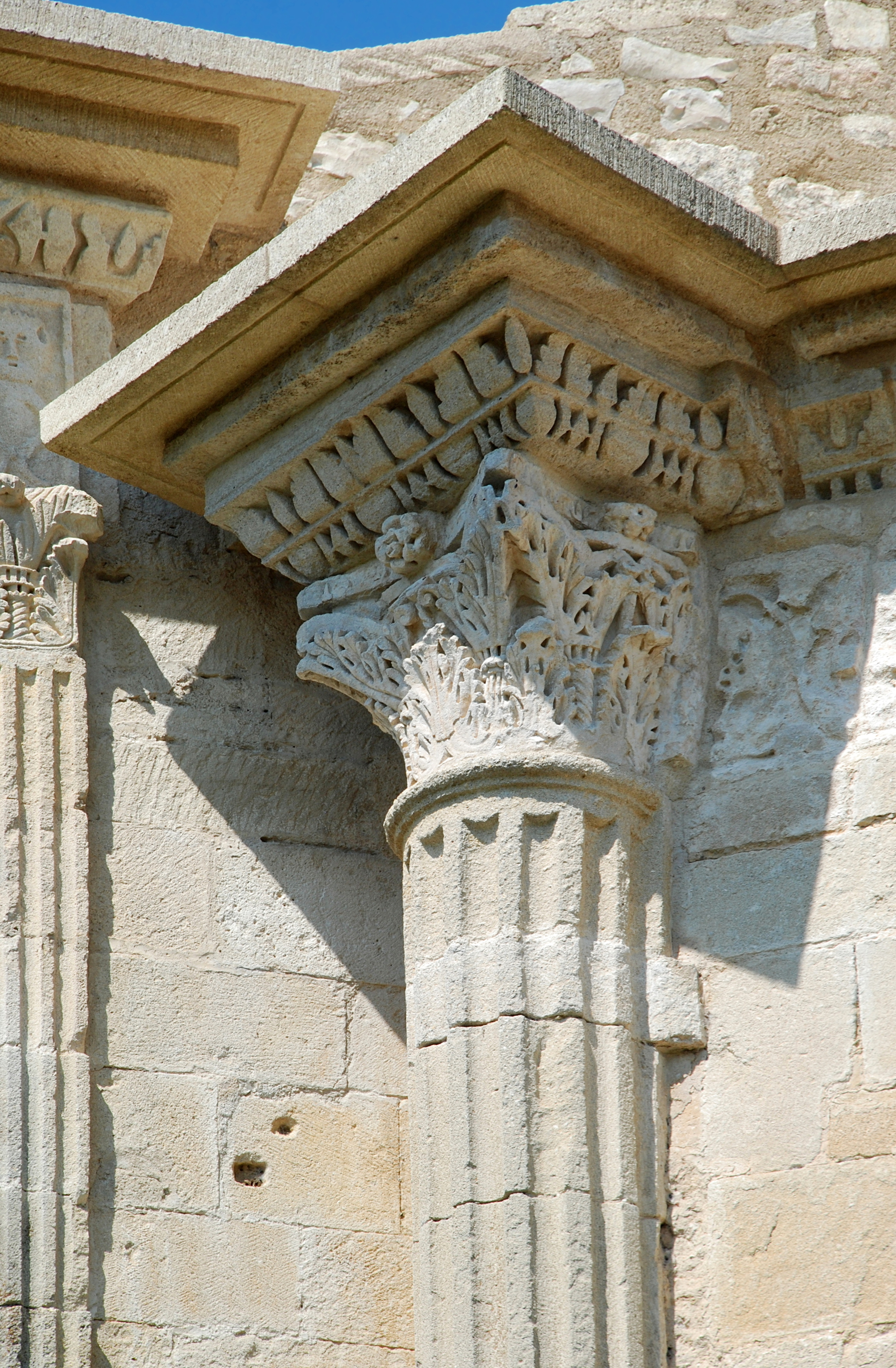
Chapiteau à feuilles d'acanthe.
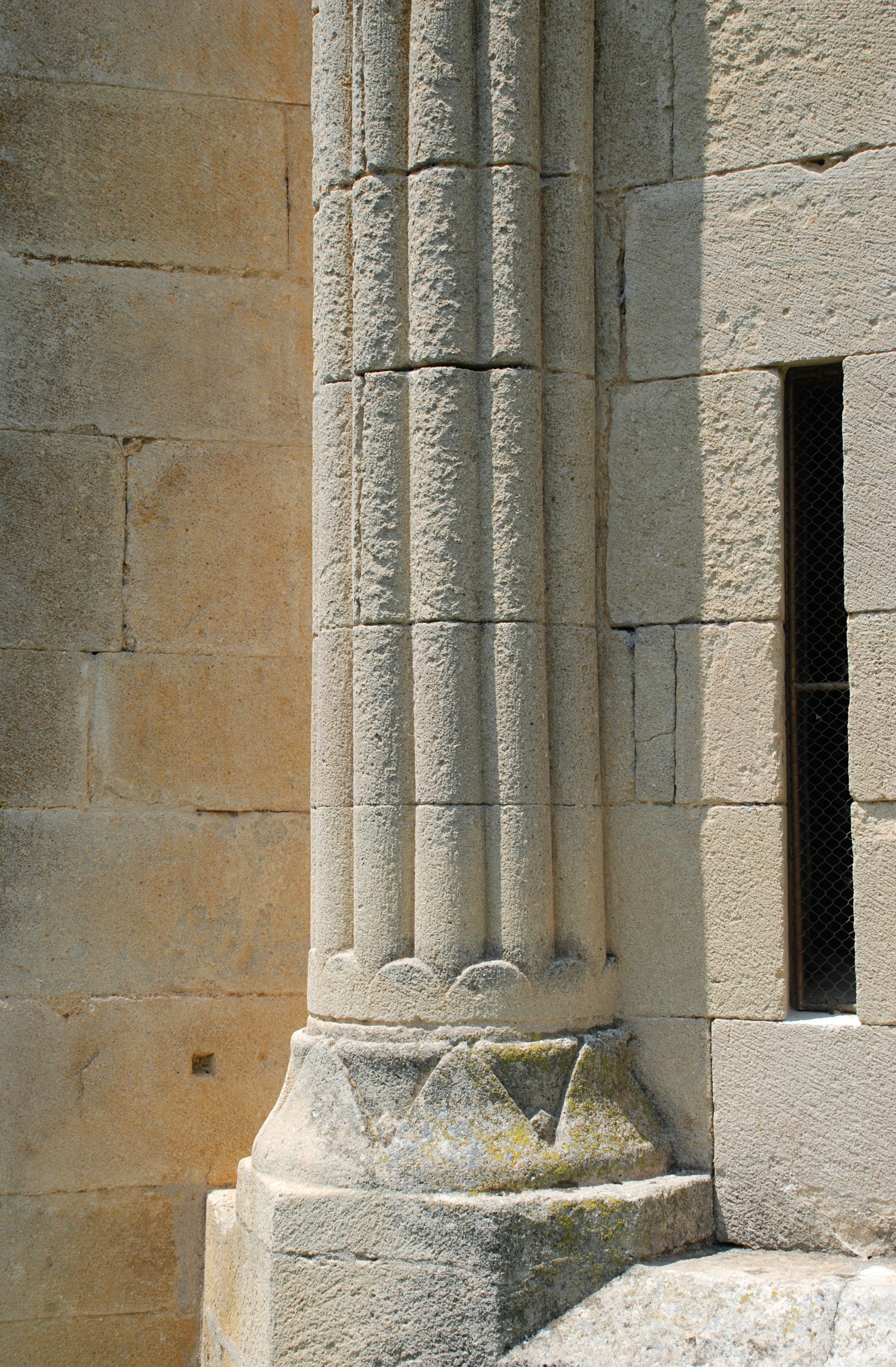
Colonne cannelée.
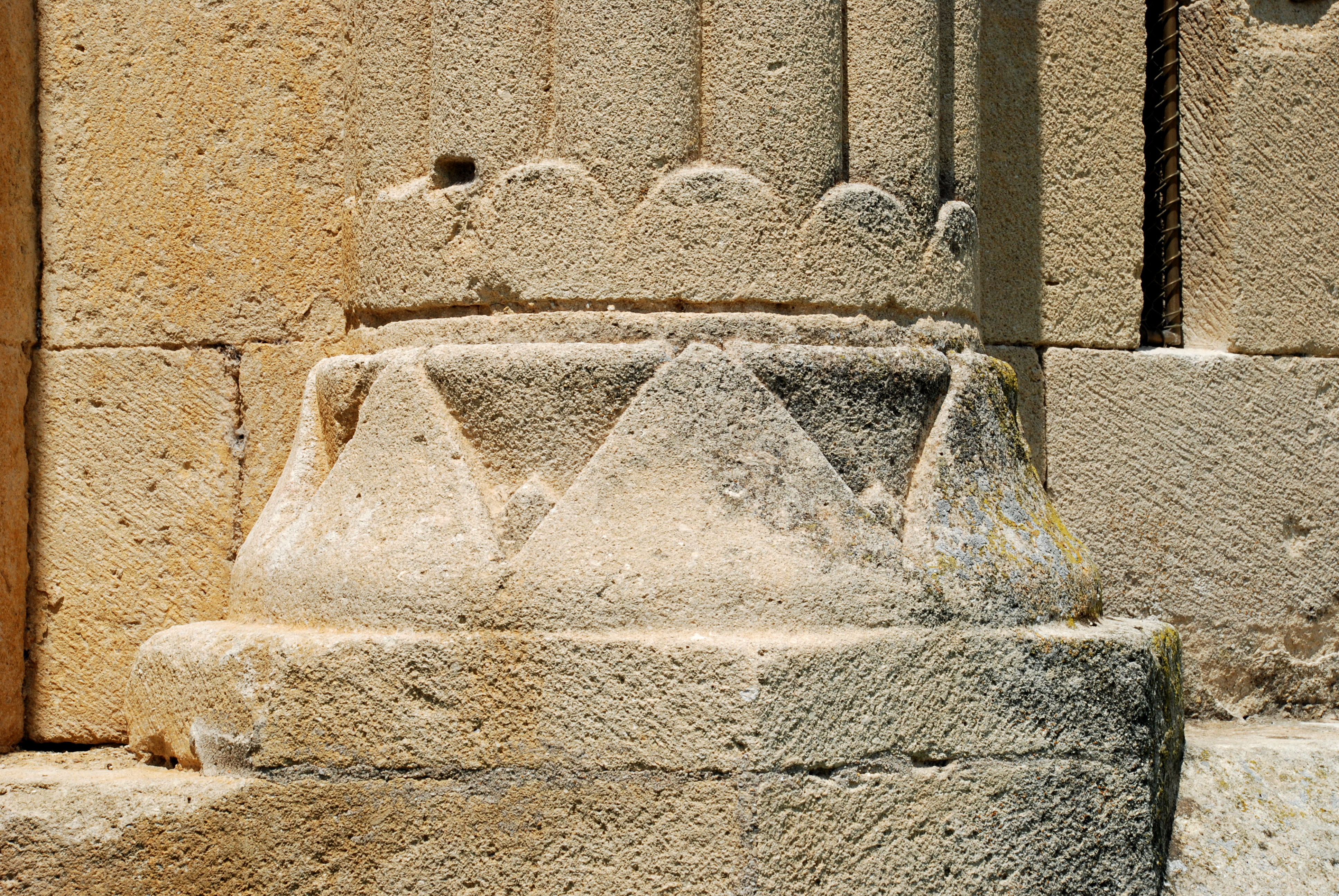
Base de colonne.

### La travée de chœur
Chaque façade de la travée de chœur est ornée de trois pilastres cannelés surmontés d'une frise et d'un entablement à l'antique.
La frise située sous la corniche, très abîmée, n'est pas inspirée de l'antique mais est purement romane : on distingue aux angles de cette frise des personnages romans de facture naïve.

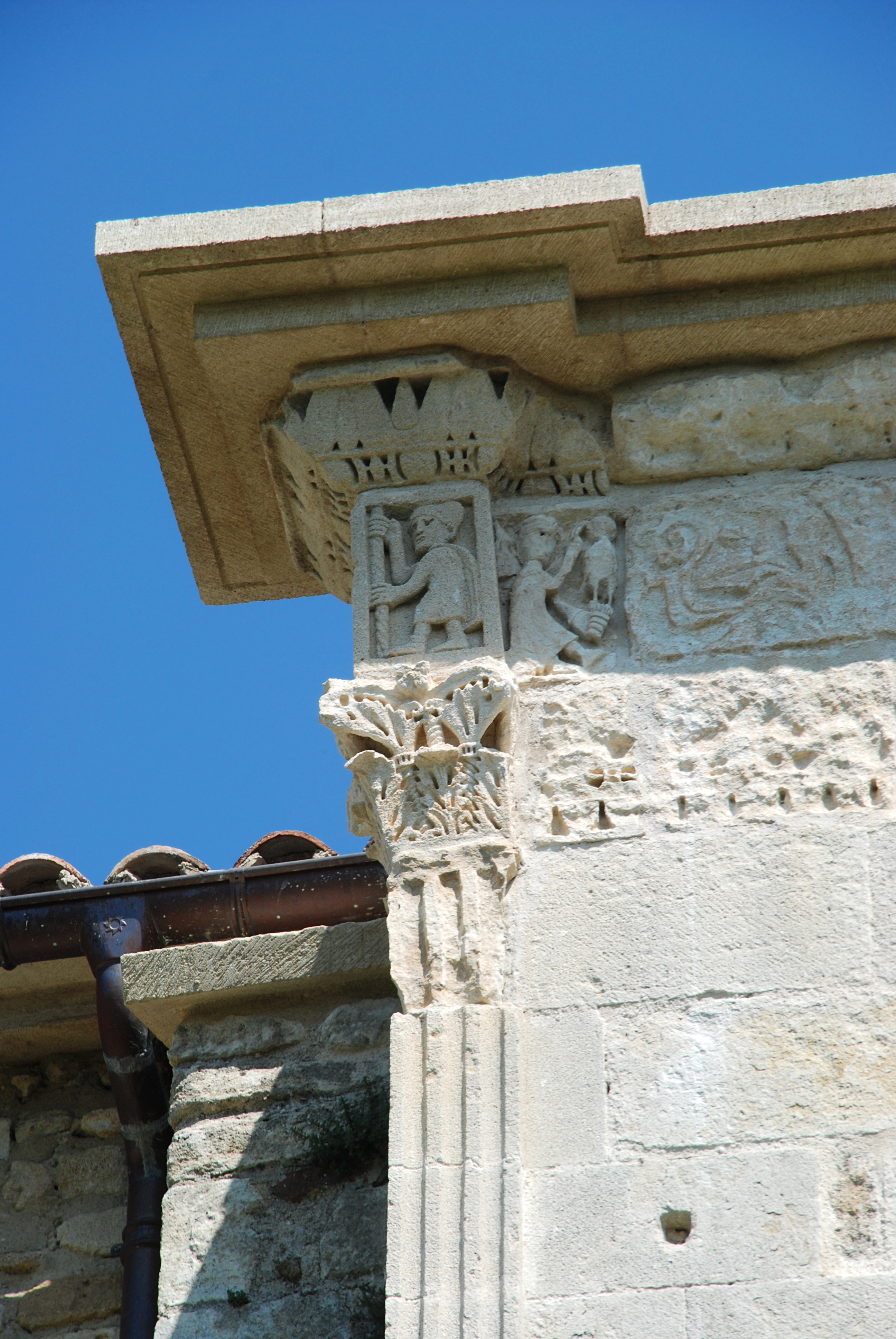
Frise de la travée de chœur.
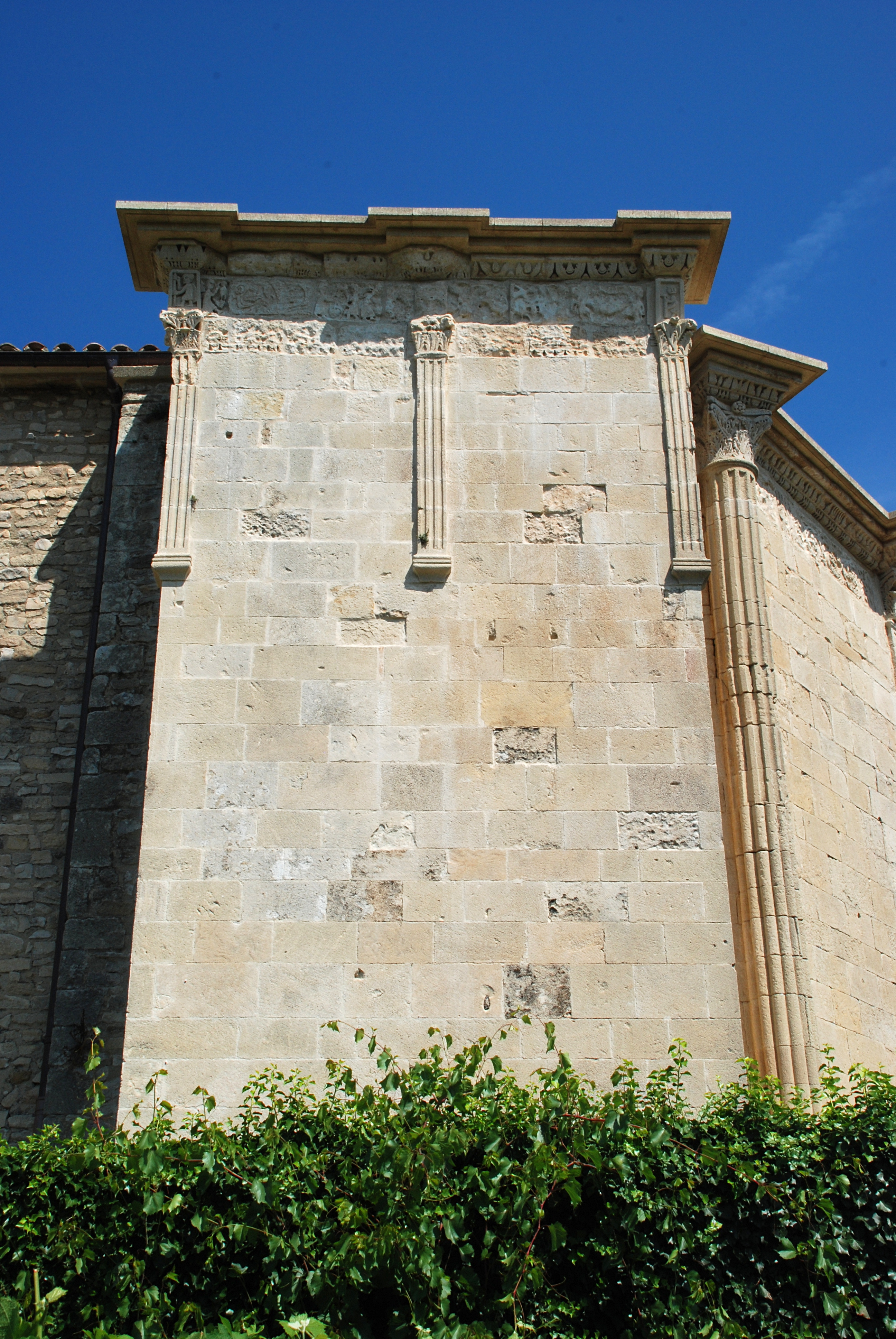
La travée de chœur.
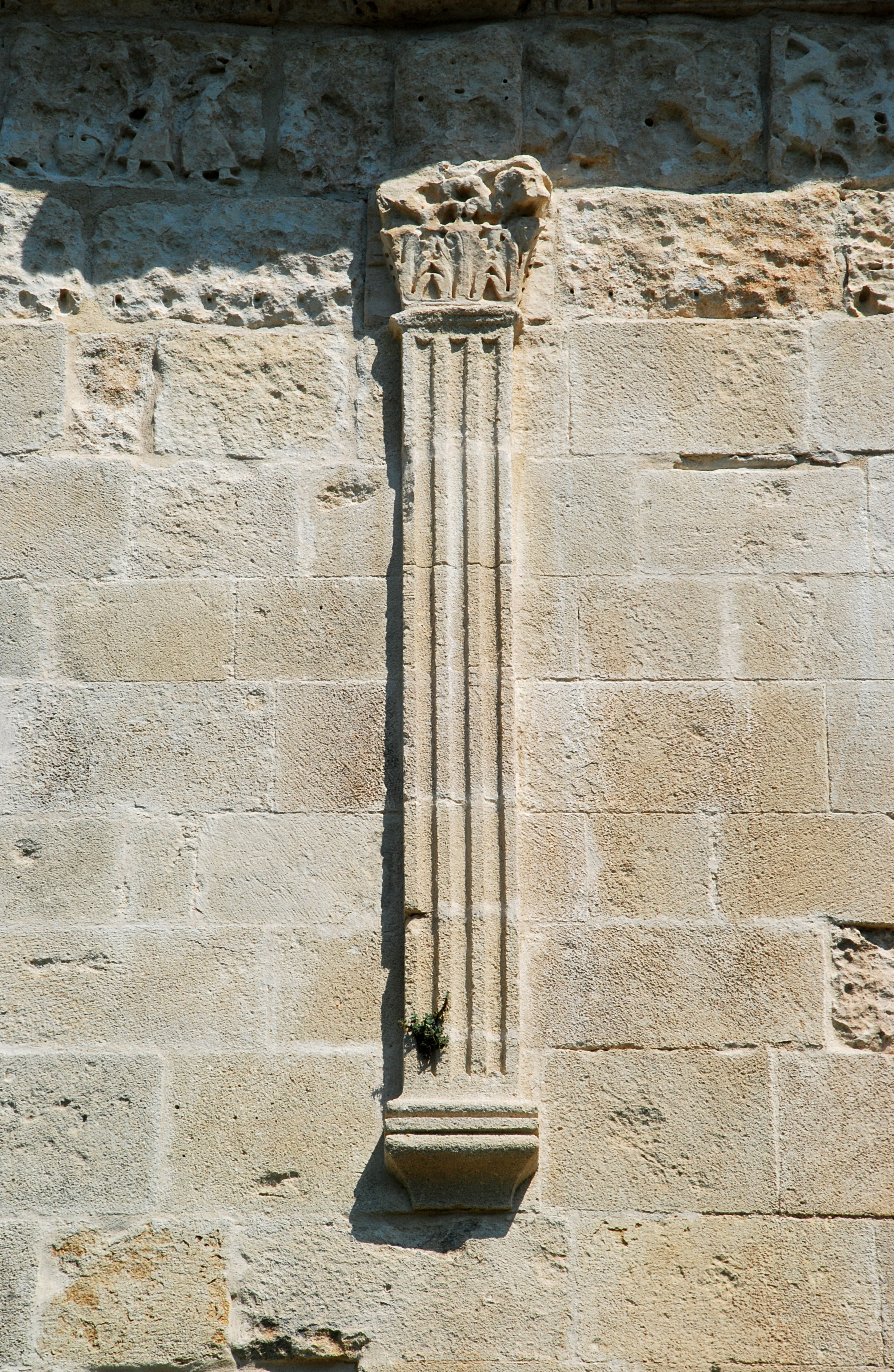
Pilastre de la travée de chœur.

### La nef et la façade occidentale
La nef, plus étroite que la travée de chœur, a été refaite entre 1630 et 1636 grâce à l'aide notamment de Monseigneur Suarès, l'évêque de Vaison et dont les deux inscriptions et les blasons à l'intérieur de la chapelle rappellent la participation financière aux travaux,. 
Elle ne présente aucune décoration extérieure. La façade principale et les façades latérales sont soutenues par de puissants contreforts. La façade principale est surmontée d'un clocher-mur à une seule baie campanaire. Elle est ornée de deux bas-reliefs, probables remplois paléochrétiens, dont celui qui orne le dessus de la porte représente un vase d'où s'échappent des pampres de vigne et des grappes de raisin, le tout surmonté d'une croix latine gemmée,. Ce motif est devenu le blason officiel de la ville de Vaison en 1630.

La nef et la façade occidentale
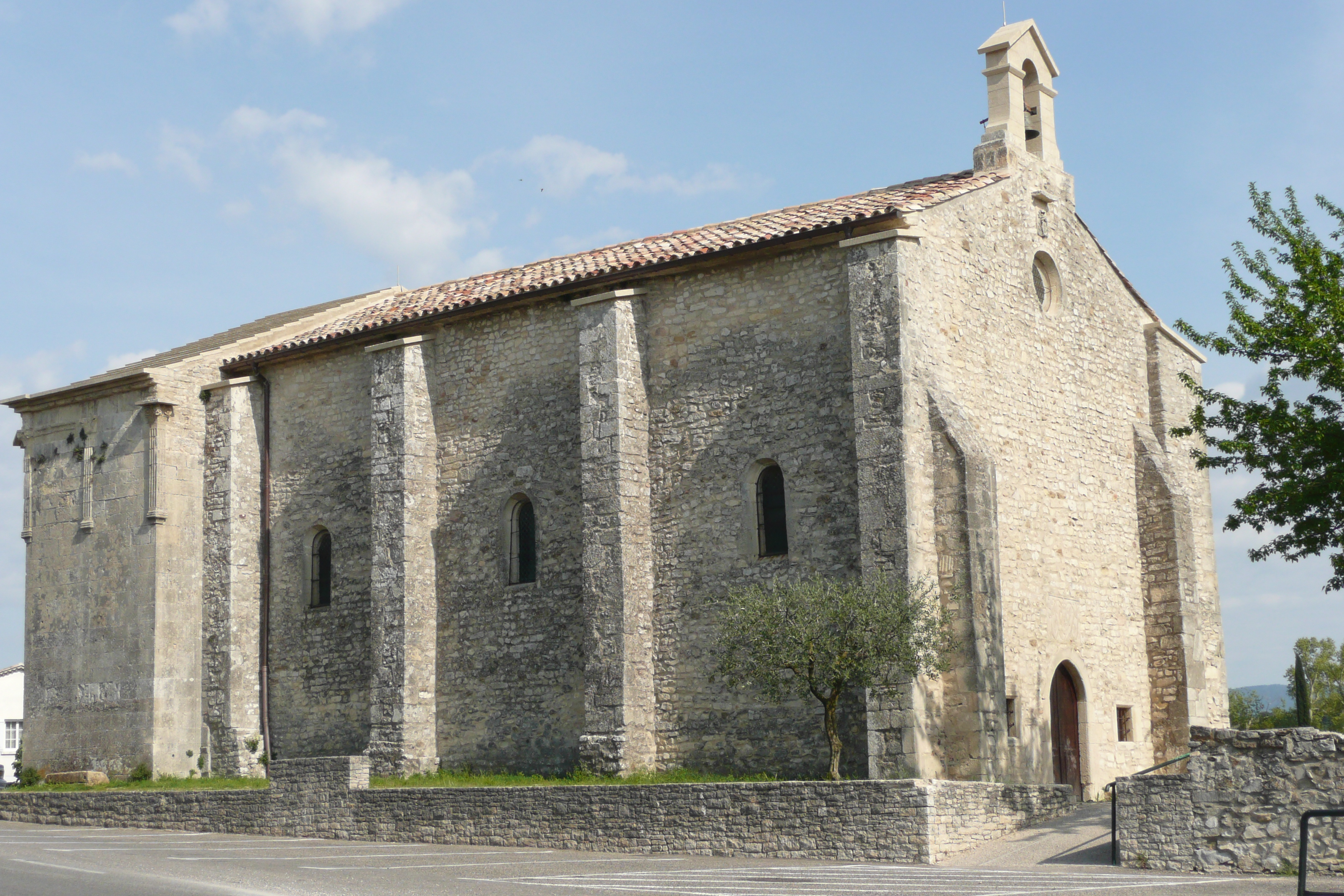
Façades septentrionale et occidentale.
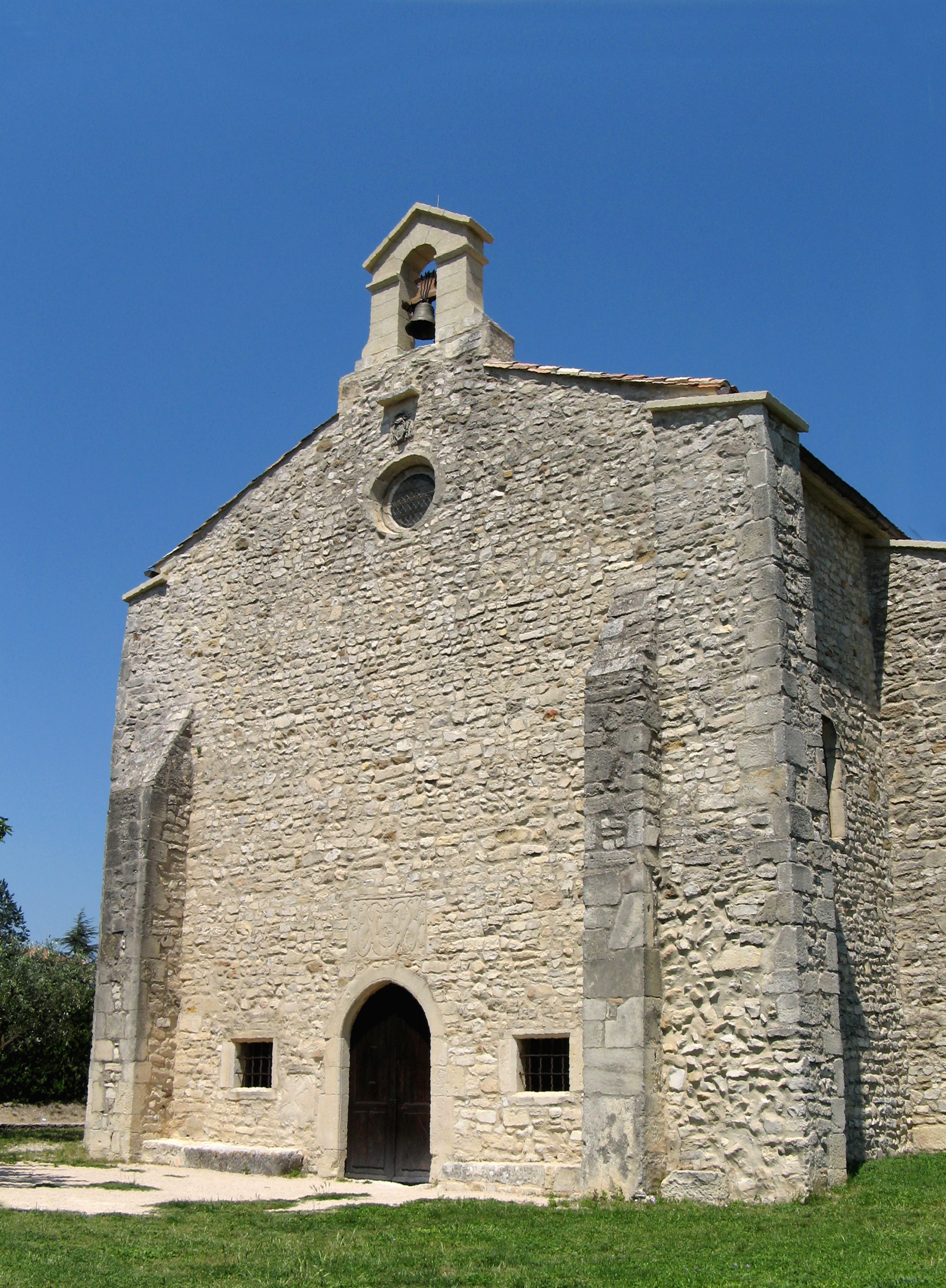
Façade occidentale.
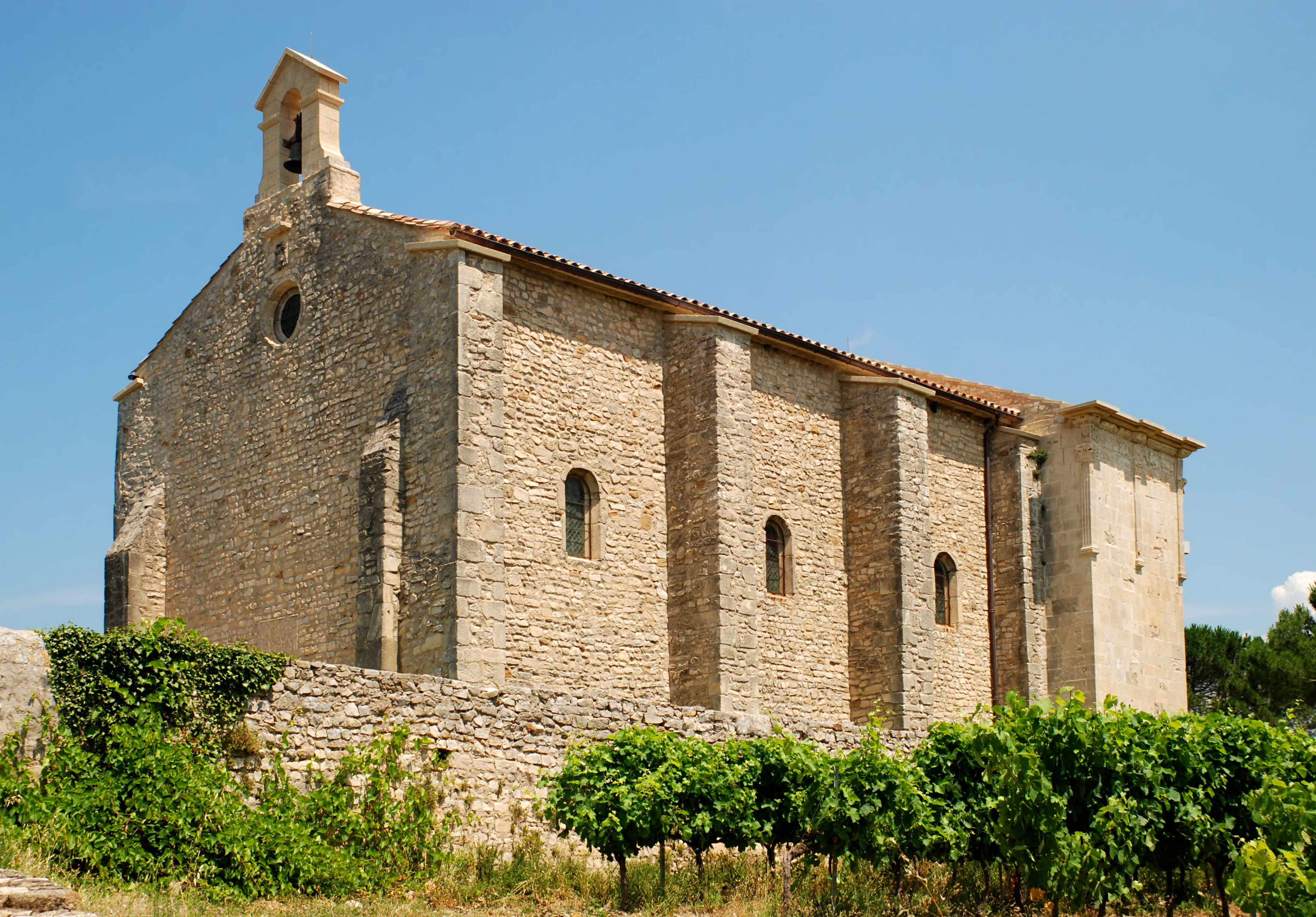
Façades occidentale et méridionale.